# Waterside, Nordirland

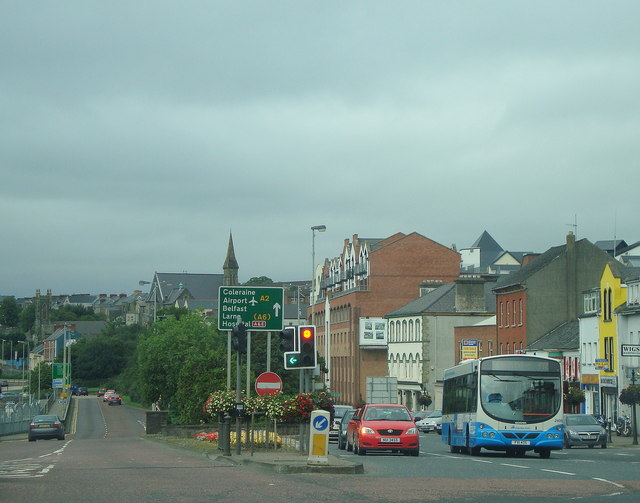
Duke Street i Waterside.

Waterside är en stadsdel i Derry (Londonderry). Området bebos av bland annat av protestantisk arbetarklass, unionister. Det ligger på östra sidan av floden Foyle, mittemot Derrys stadskärna. Protestantiska extremistgrupper som Ulster Defence Association har stort stöd bland invånarna på Waterside, något som kan observeras i form av väggmålningar och graffiti. Området var viktigt under konflikten i Nordirland. Området växte kraftigt i början av 1970-talet då protestanter som bott i katolska stadsdelar flyttade hit då motsättningar mellan grupperna ökade. Derrys järnvägsstation ligger i området.